# Mistrovství světa v malém fotbale
Mistrovství světa v malém fotbale se koná oficiálně od roku 2015, přičemž tento úvodní ročník se hrál podle pravidel Americké Arena Soccer (4x15 minut s mantinely) a pořádá ho Světová federace malého fotbalu (WMF). Přičemž první tzv. nultý ročník se uskutečnil už v roce 2010 na stadionu Manchester United FC, na Old Trafford pod patronací sponzora Betfair World Cup 2010, který vyhrála česká reprezentace. Druhý oficiální ročník se odehrál v roce 2017, kde už se hraje standardně podle pravidel malého fotbalu (dva poločasy, lajnované celé hřiště). Na posledním šampionátu v Ázerbájdžánu na přelomu května a června 2025 zvítězili domácí reprezentanti.

## Turnaje
|    | Rok                           | Hostitel                                | Vítěz       | Skóre                | Poražený finalista | Třetí místo       | Skóre              | Čtvrté místo |
| -- | ----------------------------- | --------------------------------------- | ----------- | -------------------- | ------------------ | ----------------- | ------------------ | ------------ |
| 0. | 2010                          | Anglie (Old Trafford)                   | Česko       | 2 - 0                | Ukrajina           | Portugalsko       | 1 - 0              | Bulharsko    |
| 1. | 2015 (pravidla Arena Fotbalu) | USA (9 měst)                            | USA         | 5 – 3                | Mexiko             | Brazílie Rumunsko | nehrálo se         |              |
| 2. | 2017                          | Tunisko (Nabeul)                        | Česko       | 3 – 0                | Mexiko             | Senegal           | 5 – 0              | Španělsko    |
| 3. | 2019                          | Austrálie (Perth)                       | Mexiko      | 4 – 0                | Brazílie           | Rumunsko          | 0 – 0 (3 – 1) pen. | Maďarsko     |
| 4. | 2023                          | Spojené arabské emiráty (Rás al-Chajma) | Rumunsko    | 2 – 2 (12 – 11) pen. | Kazachstán         | Maďarsko          | 3 – 1              | Ázerbájdžán  |
| 5. | 2025                          | Ázerbájdžán (Baku)                      | Ázerbájdžán | 4 – 2                | Maďarsko           | Srbsko            | 3 – 0              | Černá Hora   |

## Medailový stav podle zemí do roku 2025 (včetně)
| Pořadí | Země        | Zlato | Stříbro | Bronz | Celkem |
| 1.     | Mexiko      | 1     | 2       | 0     | 3      |
| 2.     | Rumunsko    | 1     | 0       | 2     | 3      |
| 3.     | USA         | 1     | 0       | 0     | 1      |
| 3.     | Česko       | 1     | 0       | 0     | 1      |
| 3.     | Ázerbájdžán | 1     | 0       | 0     | 1      |
| 4.     | Brazílie    | 0     | 1       | 1     | 2      |
| 4.     | Maďarsko    | 0     | 1       | 1     | 2      |
| 5.     | Kazachstán  | 0     | 1       | 0     | 1      |
| 6.     | Senegal     | 0     | 0       | 1     | 1      |
| 6.     | Srbsko      | 0     | 0       | 1     | 1      |